# Juliano Roberto Antonello
Juliano Roberto Antonello, mais conhecido como Juca (Passo Fundo, 19 de novembro de 1979), é um treinador e ex-futebolista brasileiro que atuava como volante. Atualmente, comanda o Gaúcho.
Juca é naturalizado italiano e é sobrinho do treinador Paulo César Carpegiani.

## Carreira
Juca iniciou sua carreira no Internacional em 1999 como meia. Ficou famoso por ser sobrinho do ex-jogador e treinador Paulo César Carpegiani e por suas fortes e precisas cobranças de falta. Não conseguindo espaço no time titular do Inter, virou volante. Em 2001, foi para o Criciúma e dois anos depois para o Marília.
Juca chegou ao futebol do Rio de Janeiro em 2004. Primeiramente, jogou no Fluminense. No ano seguinte, defendeu o Botafogo. Contudo, voltou para o futebol paulista no ano seguinte e assinou com o Guarani. Devido a má situação do clube, tanto administrativamente, quanto desportivamente, voltou ao Botafogo em 2006, onde marcou gols importantes, sempre destacados por seu chute forte ("petardos"). Em junho de 2007, transferiu-se para o Partizan Belgrado, da Sérvia, onde é querido por torcedores e dirigentes. Apenas 3 meses após sua chegada ao clube sérvio, os dirigentes do clube confeccionaram uma camisa em sua homenagem, na qual está escrito O bombardeiro brasileiro do Partizan.
Em maio de 2009, Juca assinou um contrato de 2 anos com o La Coruña.
Em 2011, fechou com Ceará. Com rebaixamento em 2011, em 2012, Juca foi um dos poucos que continuaram sendo ele eleito por Dimas Filgueiras como novo capitão do clube, sendo que com aposentadoria do Dimas Filgueiras, Juca acabou se tornando banco do time, onde muitas vezes entrava quando Lula Pereira assumiu, com a chegada de Paulo César Gusmão, Juca continuou no banco de reservas e entrando pouquíssimas vez. No dia 11 de abril de 2012, foi avaliado pelo Dr. Henrique César (Consultor médico do Ceará), que diagnosticou um Edema Ósseo no pé direito decorrente de uma lesão ligamentar", afirmou o Dr. Gustavo Pires. No dia 15 de setembro de 2012, Juca foi vetado e impedido de jogar contra o Bragantino. O atleta foi submetido a um exame de ressonância magnética que constatou um edema na panturrilha direita. Com isso, os médicos decidiram poupar Juca, que ficará os próximos dias em tratamento, em Porangabuçu, segundo o Departamento Médico do Vovô. No dia 23 de novembro de 2012, Juca teve seu contrato rescindido como está machucado, com um edema na panturrilha, e ficaria fora da partida contra o Vitória, a diretoria decidiu logo acertar as contas do atleta, que tinha contrato com o Alvinegro até o final deste ano.
Acertou em 2013, com o Dubai Club, onde atua os brasileiros Careca e Magrão, com um contrato válido por 5 meses.
Em janeiro de 2014, acertou com o Novo Hamburgo.
Se aposentou-se durante a temporada de 2014.

## Técnico
Após sua aposentadoria, Juca foi convidado e contratado para comandar o Sub-16 do Ceará e posteriormente, o Sub-17.
Em 2015 Juca se transferiu para o Internacional, para ser treinador das categorias de base no Juvenil.
Em junho de 2022, foi efetivado como Auxiliar técnico do Ceará.
Em 23 de junho de 2025, foi anunciado como treinador do Gaúcho, para a disputa da sequência da Divisão de Acesso do Gauchão.

## Estatísticas
Até 18 de maio de 2013.
| Clube             | Temporada         | Campeonato nacional | Campeonato nacional | Copa nacional[a] | Copa nacional[a] | Competições continentais[b] | Competições continentais[b] | Campeonatos Estaduais[c] | Campeonatos Estaduais[c] | Total | Total |
| Clube             | Temporada         | Jogos               | Gols                | Jogos            | Gols             | Jogos                       | Gols                        | Jogos                    | Gols                     | Jogos | Gols  |
| ----------------- | ----------------- | ------------------- | ------------------- | ---------------- | ---------------- | --------------------------- | --------------------------- | ------------------------ | ------------------------ | ----- | ----- |
| Internacional     | 2000              | 12                  | 1                   | 4                | 1                | 0                           | 0                           | -                        | -                        | 16    | 2     |
| Internacional     | 2001              | 11                  | 2                   | 1                | 0                | 0                           | 0                           | -                        | -                        | 12    | 2     |
| Internacional     | Total             | 23                  | 3                   | 5                | 1                | 0                           | 0                           | -                        | -                        | 28    | 4     |
| Criciúma          | 2002              | 28                  | 5                   | 2                | 0                | 0                           | 0                           | -                        | -                        | 30    | 5     |
| Criciúma          | 2003              | 12                  | 0                   | 3                | 1                | 0                           | 0                           | -                        | -                        | 15    | 1     |
| Criciúma          | Total             | 40                  | 5                   | 5                | 1                | 0                           | 0                           | -                        | -                        | 45    | 6     |
| Marília           | 2003              | 20                  | 5                   | 0                | 0                | -                           | -                           | -                        | -                        | 20    | 5     |
| Marília           | Total             | 20                  | 5                   | 0                | 0                | -                           | -                           | -                        | -                        | 20    | 5     |
| Fluminense        | 2004              | 26                  | 0                   | 5                | 0                | -                           | -                           | 9                        | 0                        | 40    | 0     |
| Fluminense        | Total             | 26                  | 0                   | 5                | 0                | -                           | -                           | 9                        | 0                        | 40    | 0     |
| Botafogo          | 2005              | 29                  | 4                   | 1                | 1                | 0                           | 0                           | -                        | -                        | 30    | 5     |
| Botafogo          | 2006              | 11                  | 2                   | -                | -                | -                           | -                           | -                        | -                        | 11    | 2     |
| Botafogo          | 2007              | 2                   | 0                   | 2                | 0                | 0                           | 0                           | -                        | -                        | 4     | 0     |
| Botafogo          | Total             | 42                  | 6                   | 3                | 1                | 0                           | 0                           | -                        | -                        | 45    | 7     |
| Guarani           | 2006              | 1                   | 0                   | 3                | 1                | -                           | -                           | 16                       | 1                        | 20    | 2     |
| Guarani           | Total             | 1                   | 0                   | 3                | 1                | -                           | -                           | 16                       | 1                        | 20    | 2     |
| Partizan          | 2007-2008         | 25                  | 5                   | 4                | 2                | 2                           | 0                           | -                        | -                        | 31    | 7     |
| Partizan          | 2008-2009         | 18                  | 2                   | 2                | 0                | 8                           | 1                           | -                        | -                        | 28    | 3     |
| Partizan          | Total             | 43                  | 7                   | 6                | 2                | 10                          | 1                           | -                        | -                        | 59    | 10    |
| La Coruña         | 2009-2010         | 16                  | 3                   | 3                | 0                | -                           | -                           | -                        | -                        | 19    | 3     |
| La Coruña         | 2010-2011         | 8                   | 0                   | 3                | 0                | -                           | -                           | -                        | -                        | 11    | 0     |
| La Coruña         | Total             | 24                  | 3                   | 6                | 0                | -                           | -                           | -                        | -                        | 30    | 3     |
| Ceará             | 2011              | 5                   | 0                   | -                | -                | -                           | -                           | -                        | -                        | 5     | 0     |
| Ceará             | 2012              | 20                  | 2                   | 0                | 0                | -                           | -                           | 13                       | 1                        | 33    | 3     |
| Ceará             | Total             | 25                  | 2                   | 0                | 0                | -                           | -                           | 13                       | 1                        | 38    | 3     |
| Dubai Club        | 2013              | 12                  | 0                   | 3                | 1                | -                           | -                           | -                        | -                        | 15    | 1     |
| Dubai Club        | Total             | 12                  | 0                   | 3                | 1                | -                           | -                           | -                        | -                        | 15    | 1     |
| Novo Hamburgo     | 2014              | -                   | -                   | -                | -                | -                           | -                           | 0                        | 0                        | 0     | 0     |
| Novo Hamburgo     | Total             | -                   | -                   | -                | -                | -                           | -                           | 0                        | 0                        | 0     | 0     |
| Total na carreira | Total na carreira | 146                 | 18                  | 36               | 8                | 10                          | 1                           | 38                       | 2                        | 340   | 41    |

- a. ^ Jogos da Copa do Brasil, Copa do Rey, Copa da Rússia, Taça da Arábia
- b. ^ Jogos de Torneios Internacionais ou Continentais
- c. ^ Jogos do Campeonatos Estaduais

## Títulos
Criciúma
- Campeonato Brasileiro - Série B (1): 2002

Botafogo
- Taça Rio (1): 2007

Partizan
- Copa da Sérvia (1): 2007-08
- Campeonato Sérvio (1): 2007-08

Ceará
- Campeonato Cearense (1): 2012

### Outras conquistas
Ceará
- Troféu Chico Anysio (1): 2012